# Muridae
De Muridae zijn een grote familie van knaagdieren die oorspronkelijk voorkomt in de Oude Wereld, maar door de mens over de hele wereld is verspreid. De Muridae omvat de muizen en ratten van de Oude Wereld, de woestijnratten, de Deomyinae, de Otomyinae en de groeftandbosmuis en is de grootste familie van de zoogdieren en is zelfs groter dan alle zoogdierordes op de vleermuizen en natuurlijk de knaagdieren na.
De Muridae omvatten overwegend kleine, muisachtige knaagdieren, hoewel er ook grote vormen als Phloeomys en Mallomys bestaan. Enkele van de bekendste soorten zijn de huismuis, de bruine en zwarte rat en de veel als huisdier gehouden Mongoolse gerbil. Ze stammen mogelijk af van de Myocricetodontinae, een uitgestorven groep uit het Mioceen en Plioceen van Eurazië en Afrika, die weer van vormen als Spanocricetodon en Notocricetodon af te leiden zijn.
De naam "Muridae" wordt in deze vorm al sinds 1821 gebruikt voor een wisselende groep nu meestal tot de Muroidea gerekende knaagdieren, soms praktisch de hele huidige Muroidea, soms slechts een groep met de muizen en ratten van de Oude Wereld geassocieerde onderfamilies, tot Michael Carleton en Guy Musser in 1984 voorstelden om alle Muroidea tot de ene familie Muridae te rekenen tot de verwantschappen tussen de verschillende onderfamilies duidelijker zouden zijn:

Should rats and mice be assigned to just one family, to the two families Muridae and Cricetidae, or to more than two? We don't know. (...) [O]ur arrangement of the groups as equivalent subfamilies of Muridae reflects not our conviction that this is the preferred nomenclature, (...).

Deze classificatie werd na 1984 algemeen, hoewel niet universeel, geaccepteerd tot er aan het begin van de 21e eeuw nieuwe classificaties op basis van genetische gegevens gepubliceerd werden. In 2004 en 2005 verschenen er twee, onafhankelijk van elkaar, die opvallend goed overeenkwamen. De eerste, een genetische studie van Steppan en anderen, beperkte de Muridae tot de gerbils, Deomyinae en muizen en ratten van de Oude Wereld (inclusief de Otomyinae) en plaatste de Cricetidae als de zustergroep van de Muridae.
De tweede was de derde editie van het standaardwerk Mammal Species of the World van Musser en Carleton, die hun werk in dit geval voor een groot deel baseerden op een eerdere genetische studie van Jansa en Weksler, die geen verdere taxonomische conclusies uit hun resultaten hadden getrokken. Zij beantwoordden hun vraag uit 1984 die hierboven geciteerd staat en gaven aan dat het onderzoek uit de laatste jaren duidelijk aangaf dat de derde optie - meer dan twee families - de beste was. Ze plaatsten de hierboven genoemde vijf onderfamilies in de Muridae. De verschillen met Steppan en anderen waren dat de Otomyinae nog als een aparte onderfamilie werd gezien en dat de zeldzame Afrikaanse groeftandbosmuis in een aparte onderfamilie werd geplaatst; dit dier is genetisch nog onbekend. Vreemd genoeg plaatsten ze de manenrat, die in de studie van Jansa en Weksler tot de Muridae behoort, in de Cricetidae. Volgens Jansa en Weksler zijn de Muridae nauwer verwant aan de Nesomyidae dan aan de Cricetidae, maar in alle gevallen zijn de verwantschappen tussen deze families (en de muishamsters) onzeker en slecht ondersteund door de gegevens.